# Sangala marpesia
Sangala marpesia är en fjärilsart som beskrevs av Druce 1907. Sangala marpesia ingår i släktet Sangala och familjen mätare. Inga underarter finns listade.